# Drassodes thimei
Drassodes thimei är en spindelart som först beskrevs av Ludwig Carl Christian Koch 1878.  Drassodes thimei ingår i släktet Drassodes och familjen plattbuksspindlar.
Artens utbredningsområde är Turkmenistan. Inga underarter finns listade i Catalogue of Life.